# Jogos Olímpicos de Inverno de 2026
Os Jogos Olímpicos de Inverno de 2026, oficialmente denominados XXV Jogos Olímpicos de Inverno, e comumente conhecidos por Milão-Cortina 2026, serão um evento multiesportivo marcado para as cidades  italianas de Milão e de Cortina d'Ampezzo, ambas no nordeste do país. Essa será a quarta edição dos Jogos Olímpicos a serem realizados na Itália. Antes dessas Olimpíadas, Cortina d'Ampezzo já havia sediado os Jogos Olímpicos de Inverno de 1956, a capital, Roma, sediou os Jogos Olímpicos de Verão de 1960 e Turim sediou os Jogos Olímpicos de Inverno de 2006. Historicamente, esta será a primeira vez em que duas cidades oficialmente serão as sedes dos Jogos Olímpicos, pois em diversas edições anteriores, existiram a sede principal e uma ou mais subsedes. Com isso, Cortina d'Ampezzo será a oitava cidade na história a sediar os Jogos por duas vezes, enquanto que esta será a primeira vez em que Milão sediará os Jogos Olímpicos, os quais serão realizados entre 6 e 22 de fevereiro de 2026.
Estes também serão os primeiros jogos sob a gestão de Kirsty Coventry, que foi eleita a nova presidente do Comitê Olímpico Internacional no dia 20 de março de 2025, se tornando a primeira mulher e do continente africano a assumir tal cargo.

## Processo de candidatura

### Resultados da votação
A candidatura conjunta das cidades italianas de Milão e Cortina d'Ampezzo foi declarada a vencedora no dia 24 de junho de 2019, após derrotar outra candidatura conjunta,a das cidades suecas de Estocolmo e Åre por 13 votos na na 134ª sessão do COI durante a inauguração da nova sede da entidade em Lausanne, Suíça. Originalmente, esta sessão seria realizada na própria cidade de Milão em setembro do mesmo ano. Porém, as regras do processo não permitem a realização de uma sessão para a escolha de uma cidade-sede de qualquer edição dos Jogos Olímpicos em uma cidade de qualquer país que tenha se candidatado. Com a eventual manifestação da cidade, a sessão precisou ser remarcada para um país neutro .
| Milão-Cortina  | Itália | 47 |
| Estocolmo -Åre | Suécia | 34 |

## Os Jogos

### Critérios
O principal critério para a realização dos eventos de esqui alpino nas Olimpíadas de Inverno é a disponibilidade de pistas de esqui alpino de determinados tamanhos, o que reduz significativamente a possibilidade de locais de competição e, muitas vezes, acabam sendo transferidos para locais menos populosos. O downhill masculino requer pelo menos 800m de diferença de altitude ao longo de um percurso de cerca de 3 km de duração.
Ao contrário das edições anteriores, o COI permitiu que os eventos fossem realizados em distâncias superiores a 160 km. Assim,os eventos de neve e deslizamento poderiam ser realizados em áreas montanhosas em que as infraestruturas já existissem, enquanto que os eventos de patinação, hóquei no gelo e curling poderiam ser realizados em cidades de grande porte ou nas quais já existissem infraestruturas prontas. A construção/reforma delas servirão de legado para essas cidades. Estas arenas devem ter capacidades superiores a 10 mil pessoas, sendo que devem disponibilizar uma área VIP para a família olímpica e também devem ser variáveis de acordo com a necessidade de cada esporte.
Por sua vez, a National Hockey League (NHL) anunciou que somente irá liberar os jogadores de sua Liga, caso os jogos fossem realizados em "um país tradicional" no esporte. Entretanto, o comissário da NHL, Gary Bettman, admitiu que os jogadores só estariam livres caso os jogos fossem na própria América do Norte.

### Milão
- San Siro – cerimônia de abertura
- PalaItalia Santa Giulia –  principal local do hóquei no gelo
- Fiera Milano – local secundário do hóquei no gelo e patinação de velocidade
- Milano Forum – patinação artística e patinação de velocidade em pista curta
- Praça do Domo de Milão – Praça das Medalhas/Live Site

### Valtellina
- Pista Stelvio  – esqui alpino e esqui de montanha
- Mottolino/Sitas-Tagliede/Carosello 3000 Livigno – snowboarding e esqui estilo livre

### Cortina d'Ampezzo
- Pista de Olimpia delle Tofane – esqui alpino
- Estádio Olímpico de Cortina d'Ampezzo – curling
- Südtirol Arena, Antholz – biatlo
- Eugenio Monti olympic track – bobsleigh, luge e skeleton

### Val di Fiemme
- Estádio "Giuseppe Dal Ben", Predazzo – saltos de esqui e combinado nórdico
- Estádio de Cross Country do Lago di Tesero, Tesero – esqui cross country e combinado nórdico

### Verona
- Arena de Verona – cerimônia de encerramento

### Programa esportivo
Em 18 de junho de 2021, o Comitê Olímpico Internacional propôs que o esqui de montanha fosse incluído como esporte nos Jogos Olímpicos de Inverno de 2026. A proposta foi aprovada em 20 de julho.
Em 24 de junho de 2022, o COI anunciou o programa final para 2026. A prova alpina mista por equipes paralelas foi removida, enquanto a prova alpina combinada contará agora com dois atletas (um homem e uma mulher) de cada equipe em vez de um como proposto pela FIS. Junto com os três eventos de esqui de montanhismo, cinco novos eventos foram adicionados ao programa olímpico em quatro esportes que já estavam no programa. Desta forma, foram programados um total de 116 eventos em oito modalidades esportivas.
- Esqui estilo livre: Dual Moguls masculino e feminino.
- Luge: Duplas femininas, com reversão da prova de duplas existente de aberta para uma prova exclusivamente masculina.
- Salto de esqui: individual feminino em grandes colinas.
- Esqui de montanha: sprint masculino e feminino, revezamento misto.
- Skeleton: Equipe mista.

| - Biatlo (11) - Bobsleigh (4) - Combinado nórdico (3) - Curling (3) - Esqui alpino (10) - Esqui cross-country (12) - Esqui estilo livre (15) - Esqui de montanha (3) - Hóquei no gelo (2) | - Luge (5) - Patinação artística (5) - Patinação de velocidade (14) - Patinação de velocidade em pista curta (9) - Salto de esqui (6) - Skeleton (3) - Snowboard (11) |

### Calendário
As datas dos eventos seguem o fuso horário da Itália (UTC+1).
| CA | Cerimônia de abertura | ● | Competições | 1 | Finais | GE | Exibição de gala | CE | Cerimônia de encerramento |

| Fevereiro                              | Fevereiro                              | 4 Q | 5 Q | 6 S | 7 S | 8 D | 9 S | 10 T | 11 Q | 12 Q | 13 S | 14 S | 15 D | 16 S | 17 T | 18 Q | 19 Q | 20 S | 21 S | 22 D | Eventos |
| -------------------------------------- | -------------------------------------- | --- | --- | --- | --- | --- | --- | ---- | ---- | ---- | ---- | ---- | ---- | ---- | ---- | ---- | ---- | ---- | ---- | ---- | ------- |
| Cerimônias                             | Cerimônias                             |     |     | CA  |     |     |     |      |      |      |      |      |      |      |      |      |      |      |      | CE   | —       |
| Biatlo                                 | Biatlo                                 |     |     |     | 1   |     | 1   | 1    |      |      | 1    | 1    | 2    |      | 1    | 1    |      | 1    | 1    |      | 11      |
| Bobsleigh                              | Bobsleigh                              |     |     |     |     |     |     |      |      |      |      |      | ●    | 1    | 1    |      |      | ●    | 1    | 1    | 4       |
| Combinado nórdico                      | Combinado nórdico                      |     |     |     |     |     |     |      | 1    |      |      |      |      |      | 1    |      | 1    |      |      |      | 3       |
| Curling                                | Curling                                | ●   | ●   | ●   | ●   | ●   | ●   | 1    | ●    | ●    | ●    | ●    | ●    | ●    | ●    | ●    | ●    | ●    | 1    | 1    | 3       |
| Esqui alpino                           | Esqui alpino                           |     |     |     | 1   | 1   | 1   | 1    | 1    | 1    |      | 1    | 1    | 1    |      | 1    |      |      |      |      | 10      |
| Esqui cross-country                    | Esqui cross-country                    |     |     |     | 1   | 1   |     | 2    |      | 1    | 1    | 1    | 1    |      |      | 2    |      |      | 1    | 1    | 12      |
| Esqui estilo livre                     | Esqui estilo livre                     |     |     |     | ●   |     | 1   | 1    | 1    | 1    |      | 1    | 1    | 1    | 1    | 1    | 1    | 2    | 3    |      | 15      |
| Esqui de montanha                      | Esqui de montanha                      |     |     |     |     |     |     |      |      |      |      |      |      |      |      |      | 2    |      | 1    |      | 3       |
| Hóquei no gelo                         | Hóquei no gelo                         |     | ●   | ●   | ●   | ●   | ●   | ●    | ●    | ●    | ●    | ●    | ●    | ●    | ●    | ●    | 1    | ●    | ●    | 1    | 2       |
| Luge                                   | Luge                                   |     |     |     | ●   | 1   | ●   | 1    | 2    | 1    |      |      |      |      |      |      |      |      |      |      | 5       |
| Patinação artística                    | Patinação artística                    |     |     | ●   | ●   | 1   | ●   | ●    | 1    |      | 1    |      | ●    | 1    | ●    |      | 1    |      | GE   |      | 5       |
| Patinação de velocidade                | Patinação de velocidade                |     |     |     | 1   | 1   | 1   |      | 1    | 1    | 1    | 1    | 1    |      | 2    |      | 1    | 1    | 2    |      | 14      |
| Patinação de velocidade em pista curta | Patinação de velocidade em pista curta |     |     |     |     |     |     | 1    |      | 2    |      | 1    |      | 1    |      | 2    |      | 2    |      |      | 9       |
| Salto de esqui                         | Salto de esqui                         |     |     |     | 1   |     | 1   | 1    |      |      |      | 1    | 1    | 1    |      |      |      |      |      |      | 6       |
| Skeleton                               | Skeleton                               |     |     |     |     |     |     |      |      | ●    | 1    | 1    | 1    |      |      |      |      |      |      |      | 3       |
| Snowboard                              | Snowboard                              |     | ●   |     | 1   | 2   | 1   |      | ●    | 2    | 2    |      | 1    | ●    | 1    | 1    |      |      |      |      | 11      |
| Total de eventos                       | Total de eventos                       | 0   | 0   | 0   | 6   | 7   | 5   | 8    | 7    | 9    | 7    | 8    | 9    | 6    | 7    | 8    | 7    | 6    | 10   | 4    | 114     |
| Total acumulado                        | Total acumulado                        | 0   | 0   | 0   | 6   | 13  | 18  | 26   | 33   | 42   | 49   | 57   | 66   | 72   | 79   | 87   | 94   | 100  | 110  | 114  | 114     |
| Fevereiro                              | Fevereiro                              | 4 Q | 5 Q | 6 S | 7 S | 8 D | 9 S | 10 T | 11 Q | 12 Q | 13 S | 14 S | 15 D | 16 S | 17 T | 18 Q | 19 Q | 20 S | 21 S | 22 D | Eventos |

### Países qualificados
Sete países e a anfitriã, Itália, foram confirmadas como inscritas pelo IIHF em seu torneio de hóquei no gelo, com a Rússia ocupando provisoriamente outra vaga. No entanto, em ocasião da Invasão da Ucrânia desde 2022, a Bielorrússia e a Rússia permanecem suspensas de todas as competições e as suas participações em eventos coletivos nos jogos de inverno ainda são uma incógnita, apesar de alguns atletas dos dois países terem participado dos Jogos Olímpicos de Verão de 2024 como Atletas Individuais Neutros, mas estando vetados das cerimônias de abertura e encerramento, assim como no pódio é hasteada uma bandeira alternativa e é executado um hino neutro.
- Atualizado até 16h46min, sábado, 16 de agosto de 2025 (UTC)

| \| - RSA África do Sul (2) - ALB Albânia (2) - GER Alemanha (88) - AND Andorra (6) - KSA Arábia Saudita (2) - ARG Argentina (6) - ARM Armênia (4) - AIN Atletas Individuais Neutros (1) - AUS Austrália (13) - AUT Áustria (21) - AZE Azerbaijão (1) - BEL Bélgica (12) - BOL Bolívia (1) - BIH Bósnia e Herzegovina (3) - BRA Brasil (5) - BUL Bulgária (14) - CAN Canadá (92) - KAZ Cazaquistão (11) - CHI Chile (3) - CHN China (15) - CYP Chipre (2) \| - COL Colômbia (1) - KOR Coreia do Sul (15) - CRO Croácia (5) - DEN Dinamarca (33) - UAE Emirados Árabes Unidos (1) - ERI Eritreia (1) - SVK Eslováquia (35) - SLO Eslovênia (18) - ESP Espanha (12) - USA Estados Unidos (91) - EST Estônia (21) - PHI Filipinas (1) - FIN Finlândia (80) - FRA França (86) - GEO Geórgia (7) - GBR Grã-Bretanha (23) - GRE Grécia (5) - GBS Guiné-Bissau (1) - HAI Haiti (2) - HKG Hong Kong (1) - HUN Hungria (8) - IND Índia (2) \| - IRI Irã (4) - IRL Irlanda (4) - ISL Islândia (4) - ISR Israel (3) - ITA Itália (135) (sede) - JPN Japão (39) - KOS Kosovo (2) - LAT Letônia (43) - LBN Líbano (1) - LIE Liechtenstein (4) - LTU Lituânia (15) - LUX Luxemburgo (2) - MKD Macedônia do Norte (3) - MAD Madagascar (2) - MAS Malásia (1) - MLT Malta (1) - MAR Marrocos (1) - MEX México (4) - MON Mônaco (1) - MGL Mongólia (2) - MNE Montenegro (2) - NZL Nova Zelândia (2) \| - NGR Nigéria (1) - NOR Noruega (35) - NED Países Baixos (4) - POL Polônia (21) - POR Portugal (3) - KEN Quênia (1) - KGZ Quirguistão (2) - CZE Chéquia (80) - ROU Romênia (10) - SRB Sérvia (4) - SGP Singapura (1) - SWE Suécia (89) - SUI Suíça (89) - THA Tailândia (2) - TPE Taipé Chinês (4) - TOG Togo (1) - TTO Trinidad e Tobago (2) - TUR Turquia (4) - UKR Ucrânia (17) - URU Uruguai (1) - UZB Uzbequistão (3) \| | | | |
| - RSA África do Sul (2) - ALB Albânia (2) - GER Alemanha (88) - AND Andorra (6) - KSA Arábia Saudita (2) - ARG Argentina (6) - ARM Armênia (4) - AIN Atletas Individuais Neutros (1) - AUS Austrália (13) - AUT Áustria (21) - AZE Azerbaijão (1) - BEL Bélgica (12) - BOL Bolívia (1) - BIH Bósnia e Herzegovina (3) - BRA Brasil (5) - BUL Bulgária (14) - CAN Canadá (92) - KAZ Cazaquistão (11) - CHI Chile (3) - CHN China (15) - CYP Chipre (2) | - COL Colômbia (1) - KOR Coreia do Sul (15) - CRO Croácia (5) - DEN Dinamarca (33) - UAE Emirados Árabes Unidos (1) - ERI Eritreia (1) - SVK Eslováquia (35) - SLO Eslovênia (18) - ESP Espanha (12) - USA Estados Unidos (91) - EST Estônia (21) - PHI Filipinas (1) - FIN Finlândia (80) - FRA França (86) - GEO Geórgia (7) - GBR Grã-Bretanha (23) - GRE Grécia (5) - GBS Guiné-Bissau (1) - HAI Haiti (2) - HKG Hong Kong (1) - HUN Hungria (8) - IND Índia (2) | - IRI Irã (4) - IRL Irlanda (4) - ISL Islândia (4) - ISR Israel (3) - ITA Itália (135) (sede) - JPN Japão (39) - KOS Kosovo (2) - LAT Letônia (43) - LBN Líbano (1) - LIE Liechtenstein (4) - LTU Lituânia (15) - LUX Luxemburgo (2) - MKD Macedônia do Norte (3) - MAD Madagascar (2) - MAS Malásia (1) - MLT Malta (1) - MAR Marrocos (1) - MEX México (4) - MON Mônaco (1) - MGL Mongólia (2) - MNE Montenegro (2) - NZL Nova Zelândia (2) | - NGR Nigéria (1) - NOR Noruega (35) - NED Países Baixos (4) - POL Polônia (21) - POR Portugal (3) - KEN Quênia (1) - KGZ Quirguistão (2) - CZE Chéquia (80) - ROU Romênia (10) - SRB Sérvia (4) - SGP Singapura (1) - SWE Suécia (89) - SUI Suíça (89) - THA Tailândia (2) - TPE Taipé Chinês (4) - TOG Togo (1) - TTO Trinidad e Tobago (2) - TUR Turquia (4) - UKR Ucrânia (17) - URU Uruguai (1) - UZB Uzbequistão (3) |

## Marketing e Marca

### Logotipo
No dia 6 de março de 2021, o Comité Organizador e o Comité Olímpico Internacional lançaram no site oficial dos jogos uma enquete para definir o logotipo oficial dos Jogos Olímpicos de Inverno de 2026 durante o Festival de Música de Sanremo de 2021, fato inédito na história das olimpíadas já que desde então, a escolha do logotipo dos Jogos Olímpicos acontece em um processo restrito, sendo revelado ao público mais tarde. Os logos em disputa eram: o Logo Dado, com o número 26 na cores vermelho e verde em formato quadrado, lembrando o famoso objeto com um floco de neve ao topo e o Logo Futura, com o número 26 na cor cinza feito à mão. Em 30 de março de 2021, é revelado que o Futura foi o vencedor da votação com 74% dos votos com a participação de 871 mil pessoas de 186 países. O seu significado tem como objetivo evocar um senso de integração e consciência de que qualquer ação isolada tem o poder de contribuir para um mundo mais sustentável e justo para todos.
“Os menores e mais naturais gestos podem mudar o mundo”, diz o vídeo. “No esporte e na vida, grandes vitórias são conquistadas dia a dia, gesto a gesto.
"Os Jogos Olímpicos e Paraolímpicos são uma oportunidade única de deixar uma marca duradoura e bela. Milano Cortina 2026: o futuro é uma vitória para todos Este emblema é composto pelo número 26 em um único traço , com Milano Cortina 2026 explicando: "Pense no gesto de uma criança. Um gesto simples e espontâneo que ganha vida em um vidro embaçado, revelando o que está por baixo e traçando o número 26 na superfície.
“Começa um percurso feito de gestos: o letreiro torna-se uma janela que revela imagens coloridas do desporto e do quotidiano. Numa comparação contínua entre o desporto e o quotidiano, uma história de imagens acompanha-nos num percurso dualista que nos permite compreender plenamente o significado do logótipo . "Este emblema é composto pelo número 26 em um único traço , com Milano Cortina 2026 explicando: "Pense no gesto de uma criança. Um gesto simples e espontâneo que ganha vida em um vidro embaçado, revelando o que está por baixo e traçando o número 26 na superfície.

### Mascote
Em 7 de fevereiro de 2024, durante o Festival de Música de Sanremo, foram apresentados para o público os mascotes Tina e Milo, que são dois furões irmãos que se distinguem pelos casacos de cores diferentes. Os animais foram escolhidos em uma votação pública com 1.600 participações. Tina é a mascote dos Jogos Olímpicos de Inverno e se apresenta como criativa e pé no chão, que mora na cidade e adora assistir shows, sendo maravilhada pelo poder da beleza e capacidade de transformação. Ela é personificada pela frase "sonhe grande". Seu nome é o diminutivo de Cortina.

### Direitos de transmissão
- Brasil - Rede Globo[14]
- Japão - Japan Consortium[15]
- Coreia do Norte - JTBC[16]
- Coreia do Sul - JTBC[16]
- Estados Unidos - NBC[17]

### Sites
- Milan–Cortina d'Ampezzo 2026 Arquivado em 26 de junho de  2019, no Wayback Machine.
- Milan–Cortina d'Ampezzo 2026 (IOC)

#### COI
- Candidature Process 2026
- Report IOC Evaluation Commission Olympic Winter Games 2026